# Boloria halli
Boloria halli är en fjärilsart som beskrevs av Alexander Barrett Klots 1940. Boloria halli ingår i släktet Boloria och familjen praktfjärilar. Inga underarter finns listade i Catalogue of Life.